# Vectorpotentiaal (wiskunde)
In de vectoranalyse is een vectorpotentiaal van een gegeven (vector)veld een vectorveld waarvan de rotatie gelijk is aan dat gegeven veld. Meer precies: indien een vectorveld {\displaystyle {\vec {v}}} gegeven is, en dit de rotatie is van een ander vectorveld {\displaystyle {\vec {A}}}
{\displaystyle {\vec {v}}=\operatorname {rot} {\vec {A}}=\nabla \times {\vec {A}}}
met {\displaystyle \nabla \times } de rotatie, dan heet {\displaystyle {\vec {A}}} een vectorpotentiaal van {\displaystyle {\vec {v}}}. Een gevolg hiervan is dat het oorspronkelijke vectorveld noodzakelijk divergentievrij is. Inderdaad is:
{\displaystyle \nabla \cdot {\vec {v}}=\nabla \cdot (\nabla \times {\vec {A}})=0}
aangezien de divergentie van de rotor altijd nul oplevert. 
Men kan zich afvragen of ook het omgekeerde waar is: kan elk divergentievrij vectorveld afgeleid worden van een vectorpotentiaal? Dit blijkt (onder een aantal voorwaarden op het vectorveld en zijn domein) inderdaad op te gaan. 

## IJkvrijheid
De vectorpotentiaal overeenkomend met een divergentievrij vectorveld is niet uniek. Als  namelijk {\displaystyle A} een vectorpotentiaal is voor het veld {\displaystyle v}, voldoet ook
{\displaystyle A'=A+\nabla m}
met {\displaystyle m} een continu differentieerbare functie, als vectorpotentiaal voor {\displaystyle v}, want
{\displaystyle \nabla \times A'=\nabla \times (A+\nabla m)=\nabla \times A+\nabla \times \nabla m=\nabla \times A=v}
Een gevolg van deze vrijheid is de zogeheten ijkinvariantie in de natuurkunde. Dit is een fenomeen dat men terugvindt in de elektrodynamica, en dat ook aan de basis ligt van het formuleren van de huidige theorie van deeltjesfysica, het Standaardmodel.